# 광진구 을
서울 광진구 을은 대한민국의 국회의원 선거구이다. 서울특별시 광진구 일부 지역을 관할하며, 2호선과 인접하여 있다. 현 지역구 국회의원은 더불어민주당의 고민정이다.

## 역사
대한민국 제15대 국회의원 선거부터 신설되었다. 광진구 자체가 성동구의 일부였다가 1995년 3월 1일 분리 신설되었기에, 그 이전에는 성동구 병 선거구의 일부였다. 성동구에서 분리된 이후 광진구의 중곡동, 능동, 구의2동, 광장동, 군자동 일대를 묶어 '광진구 갑'이 되었으며, 나머지 지역인 구의1동, 구의3동, 자양동, 노유동, 화양동은 '광진구 을'이 되었다.

## 관할 구역
| 대수        | 관할 구역                                                                                  |
| ----------- | ------------------------------------------------------------------------------------------ |
| 15대 ~ 17대 | 광진구 구의제1동, 구의제3동, 자양제1동, 자양제2동, 자양제3동, 노유제1동, 노유제2동, 화양동 |
| 18대 ~ 현재 | 광진구 구의제1동, 구의제3동, 자양제1동, 자양제2동, 자양제3동, 자양제4동, 화양동            |

## 역대 국회의원
| 선거   | 정당 | 정당           | 의원   |
| ------ | ---- | -------------- | ------ |
| 1996년 |      | 새정치국민회의 | 추미애 |
| 2000년 |      | 새천년민주당   | 추미애 |
| 2004년 |      | 열린우리당     | 김형주 |
| 2008년 |      | 통합민주당     | 추미애 |
| 2012년 |      | 민주통합당     | 추미애 |
| 2016년 |      | 더불어민주당   | 추미애 |
| 2020년 |      | 더불어민주당   | 고민정 |
| 2024년 |      | 더불어민주당   | 고민정 |

## 역대 선거 결과

### 대한민국 제15대 국회의원 선거
|  | 43.77% |

|  | 30.29% |

|  | 11.75% |

|  | 10.30% |

|  | 2.00% |

|  | 1.87% |

### 대한민국 제16대 국회의원 선거
|  | 57.35% |

|  | 38.09% |

|  | 4.55% |

### 대한민국 제17대 국회의원 선거
|  | 35.65% |

|  | 30.08% |

|  | 29.12% |

|  | 5.13% |

### 대한민국 제18대 국회의원 선거
|  | 51.29% |

|  | 36.66% |

|  | 6.64% |

|  | 2.50% |

|  | 2.22% |

|  | 0.66% |

### 대한민국 제19대 국회의원 선거
|  | 55.19% |

|  | 38.95% |

|  | 4.44% |

|  | 1.40% |

### 대한민국 제20대 국회의원 선거
|  | 48.53% |

|  | 37.18% |

|  | 14.27% |

### 대한민국 제21대 국회의원 선거
|  | 50.37% |

|  | 47.82% |

|  | 1.46% |

|  | 0.34% |

### 대한민국 제22대 국회의원 선거
|  | 51.47% |

|  | 47.60% |

|  | 0.92% |

## 같이 보기
- 대한민국의 국회의원 선거구 목록